# The Messenger (film, 2009)
Pour les articles homonymes, voir Messenger.
Pour plus de détails, voir Fiche technique et Distribution.
The Messenger ou Le Messager au Québec est un drame de guerre américain réalisé par Oren Moverman et sorti en 2009.

## Synopsis
Un soldat, convalescent de la guerre d'Irak, se retrouve assigné dans le service qui se charge d'annoncer les décès aux familles de soldats de l'US Army. Il rencontre la veuve d'un autre soldat et un lien se noue.

## Fiche technique
- Titre original et français : The Messenger
- Titre québécois : Le messager
- Réalisation : Oren Moverman
- Scénario : Alessandro Camon et Oren Moverman
- Direction artistique : Stephen Beatrice
- Décors : Cristina Casanas
- Costumes : Catherine George
- Photographie : Bobby Bukowski
- Montage : Alex Hall
- Musique : Nathan Larson
- Casting : Ali Farrell et Laura Rosenthal
- Production : Mark Gordon, Lawrence Inglee et Zach Miller
  - Coproduction : Gwen Bialic
  - Déléguée : Steffen Aumueller, Claus Clausen, Benjamin Goldhirsh, Raymond Mansfield, Christopher Mapp, Shaun Redick, Glenn M. Stewart, Matthew Street, David Whealy et Bryan Zuriff
- Sociétés de production : Oscilloscope et Omnilab Media ; en association avec : Sherazade Film Development, BZ Entertainment, The Mark Gordon Company, Good Worldwide, All the Kings Horses (détenteur des droits d'auteurs) et Reason Pictures
- Sociétés de distribution : 
  - États-Unis : Oscilloscope (cinéma et DVD) ; Warner Home Video (VOD)
  - France : KinoVista (cinéma) ; Condor (DVD)
- Pays d'origine :  États-Unis
- Langue originale : anglais
- Format : couleur - 35 mm - 2,35:1 - son Dolby Digital
- Genre : drame, film de guerre
- Durée : 113 minutes
- Dates de sortie[2] :
  - États-Unis : 19 janvier 2009 (avant-première au Festival du film de Sundance) ; 13 novembre 2009 (sortie limitée) ; 4 décembre 2009 (sortie nationale)
  - France : 9 septembre 2009 (sortie unique au Festival du film américain de Deauville) ; 6 juillet 2012 (sortie nationale directement en DVD)
  - Canada : 26 février 2010 (sortie limitée)

## Distribution
- Ben Foster (VF : Laurent Jacquet[n 1] ; VQ : Martin Watier) : le sergent Will Montgomery
- Woody Harrelson (VF : Loïc Houdré ; VQ : Bernard Fortin) : le capitaine Tony Stone
- Samantha Morton (VF : Caroline Lemaire ; VQ : Manon Arsenault) : Olivia Pitterson
- Jena Malone (VF : Sophie Ostria ; VQ : Kim Jalabert) : Kelly
- Eamonn Walker (VQ : Patrice Dubois) : le colonel Stuart Dorsett
- Portia (VQ : Carole Chatel) : Mme Burrell
- Steve Buscemi (VQ : François Sasseville) : Dale Martin
- Peter Francis James (VQ : Patrick Baby) : Dr Grosso
- Gaius Charles (VQ : Philippe Martin) : le recruteur Brown
- Brendan Sexton III (VQ : Nicolas Charbonneaux-Collombet) : le recruteur Olson
- Merritt Wever (VQ : Mélanie Laberge) : Lara

 Source et légende : version française (VF) sur RS Doublage et selon le carton du doublage français sur le DVD zone 2.
 Source et légende : version québécoise (VQ) sur Doublage.qc.ca

## Accueil

### Réception critique
Le film reçoit de bonnes critiques de Variety.

## Distinctions

### Récompenses
- 2009 : Grand prix du jury au Festival du cinéma américain de Deauville[6].
- 2009 : Prix de la critique internationale du Festival de Deauville
- 2010 : Nomination à l'Oscar du meilleur acteur dans un second rôle pour Woody Harrelson
- 2010 : Nomination à l'Oscar du meilleur scénario original